# 茹科夫卡区
茹科夫卡区（俄语：Жуковский район）是俄罗斯联邦布良斯克州下辖的一个区，其行政中心为茹科夫卡。据2016年统计，该区的人口为34929人。